# Spanische Spätscholastik

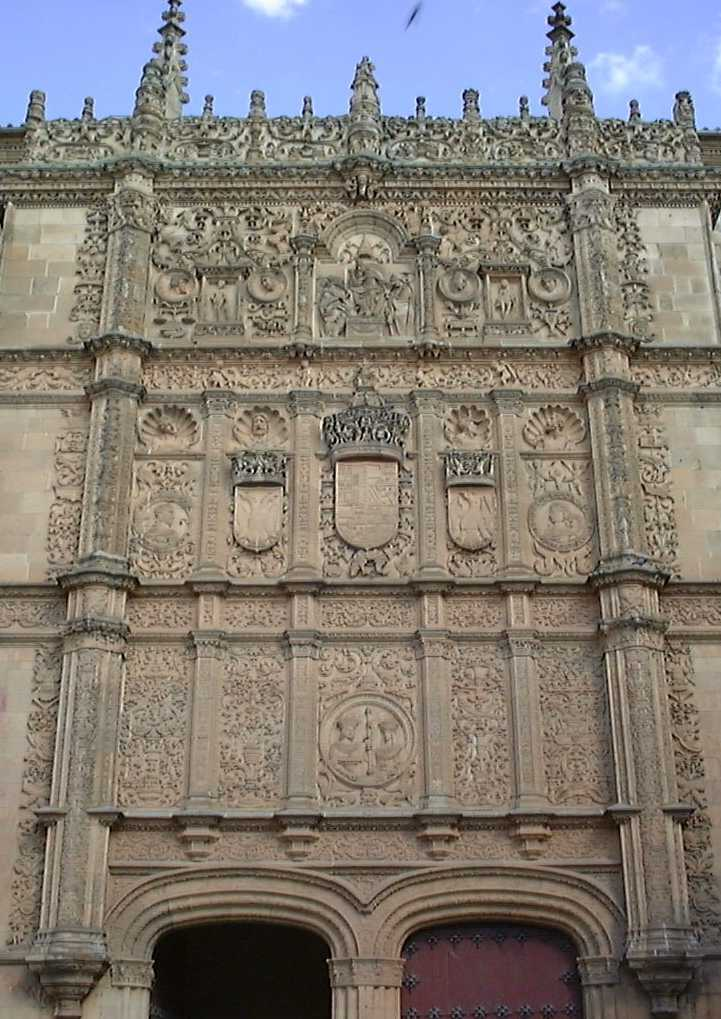
Universität von Salamanca, Hauptportal

Die spanische Spätscholastik, auch „zweite Scholastik“, war eine  theologisch-juristisch-philosophische Strömung des Katholizismus im 16. Jahrhundert, die hauptsächlich von den Ländern der iberischen Halbinsel ausging. Das Zentrum lag in der Schule von Salamanca, die unter dem Einfluss Kaiser Karls V. stand.
Obwohl sich die Bezeichnung als terminus technicus durchgesetzt hat, bleibt sie insofern ungenau, als die Strömung zum einen nicht auf Spanien beschränkt ist (weshalb manche von „iberischer Spätscholastik“ sprechen, so mit Hinweis auf die Schule von Coimbra) und zum anderen die „Spätscholastiker“ das Anliegen des Humanismus teilten. Eine weitere Bezeichnung ist die Barockscholastik, die noch weitere Länder und Orden (Franziskaner) umfasst. Eine Nachwirkung bestand unmittelbar im Einfließen des daran ausgerichteten jesuitischen Philosophiekursus in die ordensweite Ratio Studiorum als konzentrierte Darstellung katholischer Philosophie, ab dem 19. Jahrhundert in der Neuscholastik sowie in der modernen Analytischen Scholastik des Briten Anthony Kenny oder des Australiers David Oderberg.

## Theologie und Philosophie
Eine systematische Lehre der katholischen Kirche sollte die Tradition (Bedeutung der Hl. Schrift, Kirchenväter, Humanismus) wahren und mit der rationalen, spekulativen, philosophischen Theologie des 16. Jahrhunderts in Übereinstimmung bringen. Während die Humanisten zwar die traditionelle Scholastik scharf kritisiert, aber keine originale Theologie beigesteuert hatten, vielmehr die Philologie und Grammatik vorzogen, versuchte die spanische Spätscholastik eben dies. Unter den Dominikanern gehörten Francisco de Vitoria (1483–1546), Domingo de Soto (1494–1560), Domingo Báñez (1528–1604) und Melchor Cano (1509–1560) dazu, unter den Jesuiten Francisco Toledo (1532–1596), Luis de Molina (1536–1600), Gabriel Vásquez (1549–1604) und Francisco Suárez (1548–1617). Die philosophische Reflexion im Bemühen, die Lebensferne der alten Scholastiker zu vermeiden, setzte an vielen praktischen Fragen an, die auf die Moralphilosophie und Anthropologie führten: gute Handlungen und Rechte von Heiden, Willensfreiheit, Existenz des Bösen in der Welt. 
Neue Perspektiven kamen auch durch das spanische Weltreich in den Blick:
- die Gleichheit aller Menschen vor Gott: Christen und Nicht-Christen, Barbaren und Zivilisierte; Naturrecht für alle; unverlierbare Menschenrechte;

- Besitzrechte der Indios in den Kolonien;

- kulturelle Differenzen der Indios, aufholbar durch Bildung; Begrenzung des kolonialen Patronats.[2]

## Juristische Lehre
Unter Anknüpfung an die Theologie Thomas von Aquins hat die spanische Spätscholastik eine Renaissance des Naturrechts eingeleitet und dadurch maßgeblich zur Entwicklung des modernen Völkerrechts beigetragen, das darauf der Protestant Hugo Grotius (besonders mit De jure belli ac pacis) zur vollen Entfaltung brachte. Im Zivilrecht ist der Einfluss der spanischen Spätscholastik in der Entwicklung einer Theorie des subjektiven Rechts zu spüren. Im Strafrecht hat die Spanische Spätscholastik zu einer Subjektivierung des Strafbegriffes beigetragen (Alfonso de Castro, Diego de Covarrubias y Leyva).

## Ökonomische Ansätze
Große Bedeutung kommt einigen Autoren der spanischen Spätscholastik bei der Begründung der klassischen Nationalökonomie zu, so unter anderem Martin de Azpilcueta, Tommaso de Vio (Tomasso Cajetan), Luis Saravía de la Calle, Juan de Lugo und Luis de Molina. Insbesondere Molinas De iustitia et iure und das daran angelehnte Wirken des Leonhardus Lessius bestimmten vornehmlich die zivilrechtlichen Lehren des Niederländers Grotius.